# 足立区立亀田小学校
足立区立亀田小学校（あだちくりつ かめだしょうがっこう）は、東京都足立区西新井栄町一丁目にある公立小学校。

## 沿革
- 1955年4月 - 足立区立梅島小学校分校開校。
- 1956年4月 - 足立区立亀田小学校として独立。
- 1958年10月 - 校歌制定記念式典
- 1995年10月 - ベルモント学生使節団来校・創立40周年記念式典
- 2005年4月 - 足立区立亀田小学校敷地内に学童保育室完成。

## 教育目標
かんがえて めあてをもって たくましく 友達思いの 亀田の子